# 丁壽昌 (進士)
丁壽昌（1818年—1865年），字頤伯，號菊泉，江蘇淮安府山陽縣人，清朝官員，同進士出身。

## 生平
丁壽昌自幼聰穎，八歲作《詠雪詩》，十四歲作《怪石歌》。年少力學，為道光二十七年（1847年）丁未科三甲第十一名進士，選庶吉士，散館改戶部貴州司主事。咸豐三年（1853年），太平軍攻占南京，丁壽昌上疏建言，建議在淮陽一帶加強防御，嚴防太平軍從三汊河北進，不久其擔憂果然成真。寶鈔局設立後，他又上言力陳濫發紙幣之危害。後晋升員外郎，曾充咸豐九年（1859年）己未科順天鄉試同考官。
同治二年（1863年），丁壽昌被擢升為福建道監察御史，任內請求減輕江南捐稅，減輕民負。同治三年（1864年），任嚴州府知府。嚴州方經戰亂，凋敝不堪。丁壽昌不畏艱難，毅然前往，到任後發展經濟，教化人民，嚴州百廢俱興。同治四年（1865年），當地發生水災，丁壽昌親自乘舟勘察，結果船隻傾覆，險些溺水殉職。在病中仍請求上級免除建德、淳安、壽昌、分水各縣的賦稅并賑濟錢糧。不久即卒於官，年四十八歲。同治《山陽縣志》有傳。

## 著作
丁壽昌精於音韻、文字學，有《說文諧聲略例》。另有《臺垣疏稿》、《山陽文徵》、《讀易會通》、《睦州存稿》等。

## 家族
丁壽昌家族是山陽當地望族，其父丁晏為道光元年（1821年）舉人，經學家。丁壽昌為丁晏長子；丁晏次子丁壽祺於咸豐九年（1859年）中進士，官至刑部郎中；四子丁壽徵為道光二十六年（1846年）優貢。